# Canton (Pensylwania)
Canton – miasto w Stanach Zjednoczonych, w stanie Pensylwania, w hrabstwie Bradford.